# Gran Premi d'Itàlia de Motocròs 250cc
|  | Per a altres significats, vegeu «Gran Premi d'Itàlia de Motocròs». |

El Gran Premi d'Itàlia de Motocròs en la cilindrada de 250cc (en italià, Gran Premio d'Italia di Motocross 250cc), abreujat GP d'Itàlia de 250cc, fou una prova internacional de motocròs que es va celebrar anualment a Itàlia entre el 1957 i el 2003, és a dir, des de la primera edició del Campionat d'Europa fins al final del Campionat del Món d'aquesta cilindrada (el 2004, la històrica categoria dels 250cc fou reconvertida a la nova MX1, actual MXGP).
La primera edició, celebrada a l'octubre, es disputà fora de concurs i no puntuà per al Campionat d'Europa (fou a partir de la segona, el 1958, quan el Gran Premi començà a puntuar-hi). Des del primer moment, la prova tingué una gran rotació geogràfica per tot Itàlia i, al llarg dels anys, s'arribà a disputar en un total de 20 escenaris diferents. Els que més es varen repetir varen ser els de Maggiora i Gallarate, amb un total de 4 i 6 edicions respectivament. També la data de celebració en va anar variant, per bé que la més habitual va ser al mes de maig.

## Edicions
| Població                   | Província           | Regió          | Data usual     | De   | A    | Edicions |
| -------------------------- | ------------------- | -------------- | -------------- | ---- | ---- | -------- |
| Pineròl                    | Torí                | Piemont        | Variable       | 1957 | 1959 | 2        |
| Avigliana                  | Torí                | Piemont        | Al juny-juliol | 1958 | 1960 | 2        |
| Settimo Torinese           | Torí                | Piemont        | Al juny        | 1961 | 1961 | 1        |
| Gallarate                  | Varese              | Llombardia     | Al maig        | 1962 | 1992 | 6        |
| Imola (Monte Castellaccio) | Bolonya             | Emília-Romanya | Al maig        | 1964 | 1964 | 1        |
| Masserano                  | Biella              | Piemont        | A l'abril      | 1965 | 1965 | 1        |
| Cingoli                    | Macerata            | Marques        | Variable       | 1966 | 1997 | 2        |
| Bra                        | Cuneo               | Piemont        | Variable       | 1967 | 1979 | 2        |
| San Severino Marche        | Macerata            | Marques        | Al maig        | 1970 | 1970 | 1        |
| Busca                      | Cuneo               | Piemont        | Al maig        | 1971 | 1971 | 1        |
| Serramazzoni               | Província de Mòdena | Emília-Romanya | A l'abril-maig | 1973 | 1978 | 2        |
| Vezzano sul Crostolo       | Reggio de l'Emília  | Emília-Romanya | Al maig        | 1976 | 1976 | 1        |
| Apiro                      | Macerata            | Marques        | Al maig        | 1977 | 1977 | 1        |
| Maggiora                   | Novara              | Piemont        | A l'abril      | 1982 | 1999 | 4        |
| Laveno-Mombello            | Varese              | Llombardia     | Al juny        | 1984 | 1984 | 1        |
| Arsago Seprio              | Varese              | Llombardia     | Al maig        | 1985 | 1988 | 2        |
| Màntua                     | Màntua              | Llombardia     | Al maig        | 1991 | 2000 | 3        |
| Castiglione del Lago       | Perusa              | Úmbria         | Variable       | 1993 | 2002 | 3        |
| Montevarchi                | Arezzo              | Toscana        | Al juny        | 1994 | 2003 | 3        |
| Asti                       | Asti                | Piemont        | Al jumy        | 1998 | 1998 | 1        |
| Total                      | 20                  |                |                |      |      | 40       |

Noms en italià
1. ↑  Pinerolo
2. ↑  Mantova

Notes
1. ↑  A les frazioni de La Vecchia i Pecorile

## Palmarès
Font:
| Edició  | Any  | Lloc                     | Data              | Guanyador          | Guanyador     |  |
| ------- | ---- | ------------------------ | ----------------- | ------------------ | ------------- |  |
| I       | 1957 | Pineròl                  | 5-6 d'octubre     | Vincenzo Soletti   | Gilera        |  |
| II      | 1958 | Avigliana                | 19-20 de juliol   | Fritz Betzlbacher  | Maico         |  |
| III     | 1959 | Pineròl                  | 20-21 de juny     | Brian Stonebridge  | Greeves       |  |
| IV      | 1960 | Avigliana                | 4-5 de juny       | Emilio Ostorero    | Bianchi       |  |
| V       | 1961 | Settimo                  | 24-25 de juny     | Arthur Lampkin     | BSA           |  |
| VI      | 1962 | Gallarate                | 7-8 de juliol     | Torsten Hallman    | Husqvarna     |  |
| VII     | 1963 | Gallarate                | 30-31 de març     | Torsten Hallman    | Husqvarna     |  |
| VIII    | 1964 | Imola                    | 30-31 de maig     | Torsten Hallman    | Husqvarna     |  |
| IX      | 1965 | Masserano                | 3-4 d'abril       | Víktor Arbékov     | ČZ            |  |
| X       | 1966 | Cingoli                  | 11-12 de juny     | Torsten Hallman    | Husqvarna     |  |
| XI      | 1967 | Bra                      | 10-11 de juny     | Torsten Hallman    | Husqvarna     |  |
|         |      | 1968-1969: No es disputà |                   |                    |               |  |
| XII     | 1970 | San Severino Marche      | 23-24 de maig     | Joël Robert        | Suzuki        |  |
| XIII    | 1971 | Busca                    | 22-23 de maig     | Joël Robert        | Suzuki        |  |
|         | 1972 | No es disputà            | No es disputà     | No es disputà      | No es disputà |  |
| XIV     | 1973 | Serramazzoni             | 14-15 d'abril     | Adolf Weil         | Maico         |  |
| XV      | 1974 | Gallarate                | 20-21 d'abril     | Jaroslav Falta     | ČZ            |  |
|         | 1975 | No es disputà            | No es disputà     | No es disputà      | No es disputà |  |
| XVI     | 1976 | Vezzano sul Crostolo     | 29-30 de maig     | Guennady Moisseev  | KTM           |  |
| XVII    | 1977 | Apiro                    | 7-8 de maig       | Guennady Moisseev  | KTM           |  |
| XVIII   | 1978 | Serramazzoni             | 6-7 de maig       | Fritz Schneider    | KTM           |  |
| XIX     | 1979 | Bra                      | 28-29 d'abril     | Neil Hudson        | Maico         |  |
|         | 1980 | No es disputà            | No es disputà     | No es disputà      | No es disputà |  |
| XX      | 1981 | Gallarate                | 16-17 de maig     | Georges Jobé       | Suzuki        |  |
| XXI     | 1982 | Maggiora                 | 22-23 de maig     | Kees Van der Ven   | KTM           |  |
|         | 1983 | No es disputà            | No es disputà     | No es disputà      | No es disputà |  |
| XXII    | 1984 | Laveno-Mombello          | 2-3 de juny       | Heinz Kinigadner   | KTM           |  |
| XXIII   | 1985 | Arsago Seprio            | 4-5 de maig       | Anders Eriksson    | Yamaha        |  |
| XXIV    | 1986 | Gallarate                | 10-11 de maig     | Michele Fanton     | Yamaha        |  |
|         | 1987 | No es disputà            | No es disputà     | No es disputà      | No es disputà |  |
| XXV     | 1988 | Arsago Seprio            | 30a-1 de maig     | John van den Berk  | Yamaha        |  |
|         | 1989 | No es disputà            | No es disputà     | No es disputà      | No es disputà |  |
| XXVI    | 1990 | Maggiora                 | 28-29 d'abril     | Alessandro Puzar   | Suzuki        |  |
| XXVII   | 1991 | Màntua                   | 11-12 de maig     | Trampas Parker     | Honda         |  |
| XXVIII  | 1992 | Gallarate                | 2-3 de maig       | Donny Schmit       | Yamaha        |  |
| XXIX    | 1993 | Castiglione del Lago     | 13-14 de març     | Greg Albertyn      | Honda         |  |
| XXX     | 1994 | Montevarchi              | 23-24 d'abril     | Stefan Everts      | Kawasaki      |  |
| XXXI    | 1995 | Maggiora                 | 29-30 d'abril     | Andrea Bartolini   | Yamaha        |  |
| XXXII   | 1996 | Màntua                   | 4-5 de maig       | Marnicq Bervoets   | Suzuki        |  |
| XXXIII  | 1997 | Cingoli                  | 19-20 d'abril     | Sébastien Tortelli | Kawasaki      |  |
|         |      |                          |                   |                    |               |  |
| XXXIV   | 1998 | Asti                     | 6-7 de juny       | Stefan Everts      | Honda         |  |
| XXXV    | 1998 | Montevarchi              | 27-28 de juny     | Sébastien Tortelli | Kawasaki      |  |
|         |      |                          |                   |                    |               |  |
| XXXVI   | 1999 | Maggiora                 | 12-13 de juny     | Pit Beirer         | Kawasaki      |  |
| XXXVII  | 2000 | Màntua                   | 29-30 d'abril     | Mickaël Pichon     | Suzuki        |  |
| XXXVIII | 2001 | Castiglione del Lago     | 15-16 de setembre | Mickaël Pichon     | Suzuki        |  |
| XXXIX   | 2002 | Castiglione del Lago     | 25-26 de maig     | Mickaël Pichon     | Suzuki        |  |
| XL      | 2003 | Montevarchi              | 31m-1 de juny     | Stefan Everts      | Yamaha        |  |

Notes
1. ↑  Del 2001 al 2003, el GP d'Itàlia ho fou alhora de 125, 250 i 500cc, tot i que aquest darrer any els 250cc es conegueren com a Motocross GP i els 500cc com a 650cc. Aquesta taula reflecteix només els resultats de la categoria de 250cc/Motocross GP.
2. ↑  El 2003, els 250cc es conegueren com a Motocross GP.

## Estadístiques
S'han considerat tots els resultats compresos entre el 1957 i el 2003.

### Guanyadors múltiples
| Pilot              | Victòries |
| ------------------ | --------- |
| Torsten Hallman    | 5         |
| Mickaël Pichon     | 3         |
| Stefan Everts      | 3         |
| Joël Robert        | 2         |
| Guennady Moisseev  | 2         |
| Sébastien Tortelli | 2         |

### Victòries per país
| País           | Victòries |
| -------------- | --------- |
| Bèlgica        | 7         |
| Suècia         | 6         |
| Itàlia         | 5         |
| França         | 5         |
| RFA            | 4         |
| Regne Unit     | 3         |
| Unió Soviètica | 3         |
| Països Baixos  | 2         |
| Estats Units   | 2         |
| Txecoslovàquia | 1         |
| Àustria        | 1         |
| Sud-àfrica     | 1         |
| Total          | 40        |

### Victòries per marca
| Marca     | Victòries |
| --------- | --------- |
| Suzuki    | 8         |
| Yamaha    | 6         |
| Husqvarna | 5         |
| KTM       | 5         |
| Kawasaki  | 4         |
| Honda     | 3         |
| Maico     | 3         |
| ČZ        | 2         |
| Gilera    | 1         |
| Bianchi   | 1         |
| BSA       | 1         |
| Greeves   | 1         |
| Total     | 40        |